# كورن دا كامب
كورن دا كامب (بالإنجليزية: Corn da Camp)‏ هو أحد جبال سلسلة جبال الألب ليفينغو وجزء من القمة الأم بيز باراديسين يقع في كانتون غراوبوندن، سويسرا. يبلغ ارتفاع الجبل حوالي 3232 متر، بينما يبلغ ارتفاع نتوء الجبل 201 متر.